# Jin (série télévisée)
Pour les articles homonymes, voir Jin.
Jin (JIN-仁-) est une série télévisée japonaise en deux saisons de onze épisodes, soit 18 épisodes de 45 minutes et quatre épisodes de 90 minutes diffusés entre le 11 octobre 2009 et le 26 juin 2011 sur TBS,. Elle est basée sur le manga Jin, écrit par Motoka Murakami.
Ce fut l'une des séries dramatiques les plus populaires, et elle gagna plusieurs récompenses majeures.
La série raconte l’histoire d’un chirurgien qui, du présent, se retrouve projeté au XIXe siècle, sous l’ère Edo.

## Distribution
- Takao Ōsawa : Jin Minakata
- Haruka Ayase : Saki Tachibana
- Miki Nakatani : Miki Tomonaga / Nokaze
- Keisuke Koide (en) : Kyotaro Tachibana
- Yumi Asō (en) : Ei Tachibana
- Masaaki Uchino (en) : Sakamoto Ryōma
- Fumiyo Kohinata : Katsu Kaishū
- Takahiro Fujimoto : Takamori Saigo
- Kazufumi Miyazawa (en) : Kondō Isami
- Kazuyuki Asano : Tanaka Hisashige
- Tomoka Kurokawa (en) : Princesse Kazu
- Tetsuya Takeda (en) : Ogata Kōan
- Masachika Ichimura (en) : Sakuma Shōzan

## Autres adaptations
Une autre adaptation télévisée sud-coréenne, diffusée sur MBC, a été diffusé en 2012 sous le titre Dr Jin (en), avec Song Seung-heon, Park Min Young, Lee Beom-soo, Kim Jaejoong et Lee So-yeon.